# Nam Ir
Nam Ir (hangul: 남일, handzsa: 南日, RR: Nam Il; szoros átírásban: Nam Il, Kjongvon (Kyŏngwŏn), 1913. június 5. – Phenjan (P'yŏngyang), 1976. március 7.) szovjet katona, észak-koreai külügyminiszter.
Fiatalkorában belépett a szovjet hadseregbe, amely kötelékében harcolt a sztálingrádi csatában, és Berlin ostromában is – ez utóbbiért kitüntetést is kapott.
A háború végén leszerelt a szovjet haderőtől és hazatért. Kim Ir Szen ekkortájt alapította meg a Koreai Népi Demokratikus Köztársaságot. A Koreai Néphadsereg katonája, később a koreai háborút felfüggesztő fegyverszünet egyik aláírója lett, később pedig az ország külügyminisztere.
1976 márciusában halt meg, hivatalos adatok szerint autóbalesetben, azonban sokan feltételezik, hogy belső hatalmi tisztogatások áldozata lett.